# Teoria della letteratura
La teoria della letteratura (o teoria letteraria) è la disciplina che si occupa di definire e di studiare il concetto di letteratura e i metodi di analisi letteraria nelle sue costanti universali, ossia a prescindere dalle coordinate spazio-temporali-culturali della creazione letteraria. Ha tra i suoi pilastri l'autonomia del testo. Sono perciò questioni della teoria della letteratura la classificazione dei generi letterari, lo studio delle tecniche di scrittura e l'approfondimento delle varie tematiche letterarie. 

## Storia
La teoria letteraria è una disciplina che ha radici molto antiche. Già nell'Antica Grecia il filosofo Aristotele, nella sua Poetica, analizzò a fondo i generi letterari dell'epoca, in particolare la tragedia, della quale stabilì sei elementi costitutivi (favola, caratteri, pensiero, linguaggio, melopea e spettacolo). Inoltre, introdusse nuovi concetti estetici, come quello di mimesi e catarsi, e le unità aristoteliche, tre pilastri della tragedia che stabiliscono la quantità dei luoghi (un solo luogo), il tempo (una sola giornata) e l'azione generale (un inizio, uno svolgimento e una conclusione) in cui si deve svolgere la rappresentazione di una tragedia. In seguito, queste tre regole furono erroneamente interpretate da diversi umanisti che non riferirono le tre unità alla "rappresentazione" della tragedia, bensì alla tragedia stessa, la quale doveva svolgersi in un giorno, in un solo luogo e senza trame secondarie. 

Dopo Aristotele, moltissimi altri studiosi si sono dedicati alla teoria letteraria, sebbene nessuno lo abbia fatto come interesse primario; Alessandro Manzoni scrisse diversi saggi che trattano argomenti di teoria letteraria, come la Prefazione al Conte di Carmagnola, la Lettre à monsieur Chauvet sur l'unité de temps et de lieu dans la tragédie, la Lettera Sul romanticismo al Marchese Cesare D'Azeglio, Del romanzo storico e Dell'invenzione.

La teoria letteraria moderna nacque ai primi del Novecento con le teorie dei formalisti russi ("scoperti" in occidente solo negli anni sessanta) e di alcuni studiosi anglosassoni che, in seguito, verranno riuniti sotto la definizione di new critics. 
Negli stessi anni, in Italia, Benedetto Croce intitolava Teoria e storia della letteratura le lezioni tenute in Napoli dal 1839 al 1848 del critico letterario Francesco De Sanctis.
A livello accademico, si possono citare i teorici letterari Franco Brioschi, René Wellek, Giovanni Bottiroli e Francesco Orlando.